# За нас двоих
«За нас двоих» (фр. À nous deux) — французский фильм режиссёра Клода Лелуша, вышедший в 1979 году.

## Сюжет
Бандит Симон (Жак Дютронк) в рождественскую ночь совершает побег из тюрьмы. Скрываясь, он знакомится с Франсуазой (Катрин Денёв) — девушкой из приличной семьи, которая по воле судьбы стала авантюристкой. 
Франсуаза зарабатывает себе на жизнь тем, что соблазняет мужчин, вместе со своим знакомым фотографом делает компрометирующие снимки и потом ими шантажирует, вымогая у любовников крупные суммы денег.
Вскоре полиция выходит на след обоих «искателей приключений» — Симона и Франсуазы. Они решают вместе бежать из страны, мечтая добраться до Канады и дальше до США.

## В ролях
- Катрин Денёв — Франсуаза
- Жак Дютрон — Симон
- Жак Вильре — Тонтон
- Поль Пребуа — Мимий
- Жан-Франсуа Реми — отец Франсуазы
- Моник Мелинан — мать Франсуазы
- Бернар Ле Кок — фотограф
- Жильбер Женья — Зезетт
- Жак Годен — комендант Штраус
- Эмиль Жене — начальник полиции США
- Бернар Кромбей — Алан
- Даниэль Отёй — бродяга
- Жерар Дармон
- Кьяра Мастроянни — маленькая девочка

## Съёмочная группа
- Режиссёр: Клод Лелуш
- Сценарий: Клод Лелуш
- Оператор: Бернар Цицерманн
- Монтажёр: Sophie Bhaud
- Композитор: Франсис Лэй
- Художник: Жан-Луи Поведа

## Награды
- В 1979 году фильм был показан в рамках номинации «Вне конкурса» на 32-м Каннском фестивале[1].